# Thereuopoda longicornis
Thereuopoda longicornis är en mångfotingart som först beskrevs av Fabricius 1793.  Thereuopoda longicornis ingår i släktet Thereuopoda och familjen spindelfotingar. Inga underarter finns listade i Catalogue of Life.

## Bildgalleri

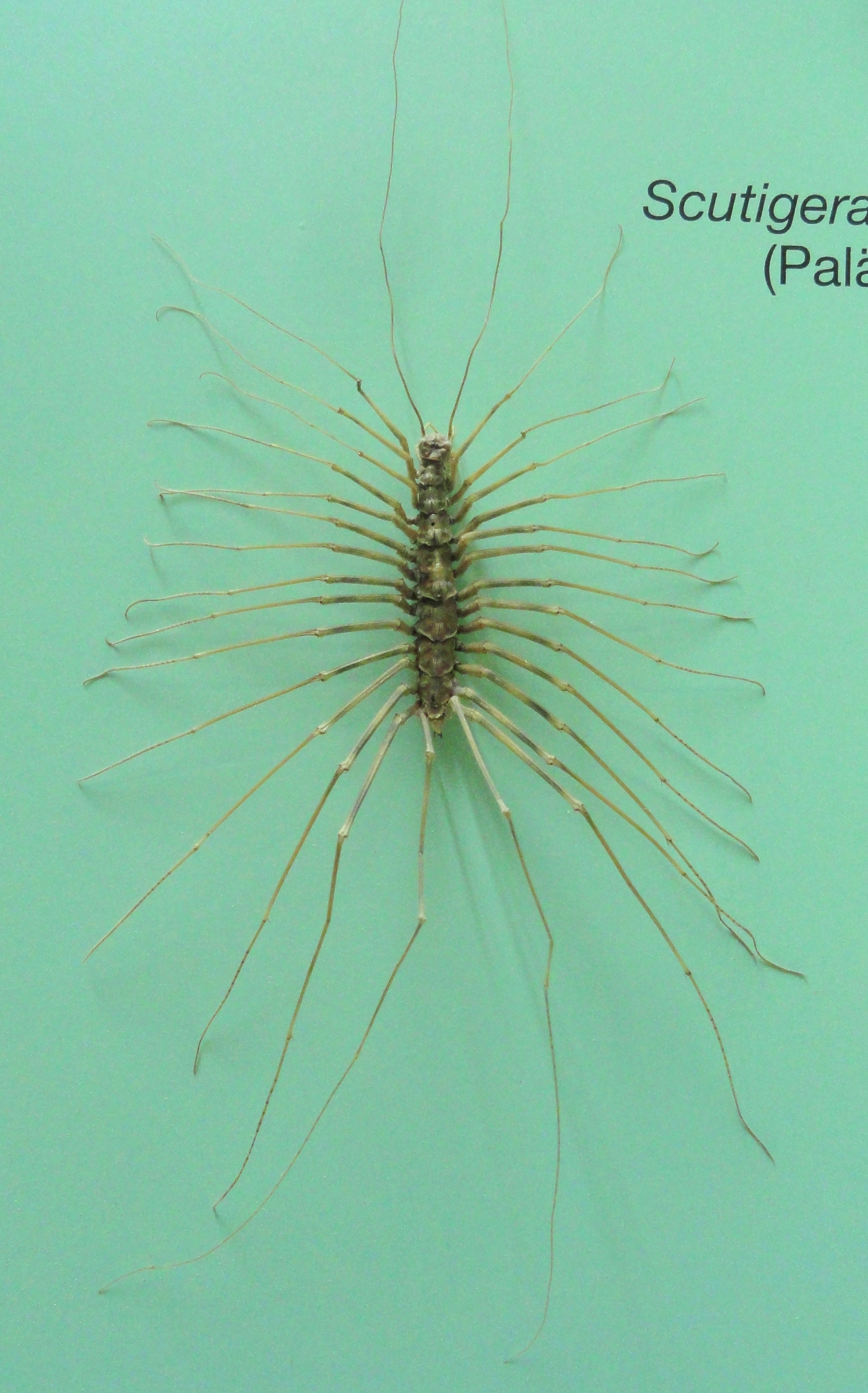